# Kacper Majchrzak
Kacper Majchrzak (Poznań, 22 de septiembre de 1992) es un militar y deportista polaco que compite en natación y salvamento acuático.
Ganó una medalla de bronce en el Campeonato Europeo de Natación de 2018, en la prueba de 4 × 100 m libre. En salvamento acuático consiguió tres medallas en los Juegos Mundiales de 2025.

## Palmarés internacional
| Campeonato Europeo | Campeonato Europeo    | Campeonato Europeo | Campeonato Europeo |
| Año                | Lugar                 | Medalla            | Prueba             |
| ------------------ | --------------------- | ------------------ | ------------------ |
| 2018               | Glasgow (Reino Unido) | Medalla de bronce  | 4 × 100 m libre    |